# 在日本朝鮮留学生同盟
在日本朝鮮留学生同盟（ざいにほんちょうせんりゅうがくせいどうめい）は、日本に存在する在日朝鮮人の団体。

## 概要
1945年9月14日設立。
日本の高等教育機関で学ぶ朝鮮人留学生の団体。日本の大学、短期大学、専門学校で学ぶ留学生が加入しており、各県と主要大学に支部を置く。
この団体の目的は、朝鮮人留学生が祖国愛、同胞愛を抱き、祖国統一と繁栄のため、同胞社会の発展のために貢献する有能な人材を準備することとする。
11月には毎年恒例の学科別研究討論会を行う。これは2002年に第46回を数える。朝鮮大学校を会場として行われている。これの内容は在日本朝鮮留学生同盟と朝鮮大学校の学生によるシンポジウム、論文発表会、専攻分科別交流会。
同志社大学では無料の自主講座を開講している。講師として大学教授などの学者を招いている。この講座で一貫しているテーマは、朝鮮と日本の暗い歴史よりもはるかに長い友好の歴史があり、これらを踏まえてこれからの朝鮮と日本の関係について考えていこうということ。この講座は1988年に在日本朝鮮留学生同盟が、最高学府である大学にもかかわらず、隣国である朝鮮についての講義が一切無いと声を上げて、講義を設置する運動を展開したために設けられた。大学側が資金面などを全面的にバックアップすることとなった。自主講座だけでなく大学の正規科目を設置するという目標も持っており、この成果で朝鮮語の科目が正式に設置された。
2014年より在日本朝鮮人総聯合会は在日本朝鮮留学生同盟の人にも在日本朝鮮青年同盟への就職の門戸を拡大している。この時期の在日本朝鮮留学生同盟は慰安婦問題日韓合意や米韓合同軍事演習への抗議を行うなど政治的な活動を活発化させているため、朝鮮総連は有能な若手人材の確保の場にしようとしていた。
2023年には在日本朝鮮留学生同盟は、日朝の学生の合同での植民地支配の史跡を巡る勉強会を増やす。歴史が改ざんされている動きに抵抗するためと、在日同胞のつながりを保つため。在日は4性や5世の時代であり、日本人は歴史を知る機会が減っているとしている。
2025年には結成80周年を迎える。これを記念した総合文化公演が行われる。